# Labrador retriver
Labrador retriver (skraćeno samo "Labrador") jedna je od nekoliko podvrsta pasmine retrivera.

## Izgled
Labrador retriveri su snažni psi, srednje atletske građe, posebno jakog repa. Ženke teže oko 25 - 32 kg, a mužjaci oko 35 - 38 kg. Dlaka im je kratka i glatka, može biti u crnoj, žutoj ili smeđoj (čokoladnoj) boji. 
Postoje dvije vrste labradora, engleski i američki, no male su razlike. Engleski su manji, kraći psi, s većim glavama, dok su američki veći. Postoji još i australska podvrsta, koja je manje poznata.
Dlaka im je kraća, što zavisi o vrsti labradora. Imaju specifične uši koje se preklapaju prema dolje i najčešće su tamnije boje od same dlake (posebno kod ženki).

## Osobine
Labradori su privrženi i mirni psi. Jako su inteligentni, odani i živahni. Obožavaju se igrati, kao i plivati. Odlično se slažu s djecom. Žude za pažnjom i potreban im je osjećaj pripadnosti obitelji. Prijateljske su prirode, nikada sa znacima agresivnosti ili jasne plašljivosti.
Zbog svog iznimno dobrog njuha, ovi se psi često koriste za lov, policijske potrebe (droga), a zbog mirne naravi služe kao vodiči slijepim osobama. Obožavaju se igrati i brzo uče, što im je u odabiru "zanimanja" veliki plus.
Iako izvana izgledaju snažno i opasno, jako su željni igre. Osnovni razlog labradora kao kućnog ljubimca leži u njegovom karakteru: dobroćudan, prijateljski raspoložen, odan i potpuno pouzdan s djecom, ali ne i toliko miran da se ne bi branio onda kada je na to primoran.
Danas su labradori najpopularniji psi na svijetu, daleko brojniji od svih ostalih vrsta - 2004. godina je bila petnaesta zaredom u kojoj su labradori bili na prvom mjestu Društva kinologa sa 146.692 registriranih pasa. Ne vole dugo ostajati sami, a nekad znaju biti jako tvrdoglavi i teški za dresuru, no broj takvih slučajeva je zanemariv. Obično se dobro slaže s drugim psima, ako su pravilno odgojeni.

## Vanjske poveznice

### Sestrinski projekti
|  | Zajednički poslužitelj ima stranicu o temi Labrador retriver    |
|  | Zajednički poslužitelj ima još gradiva o temi Labrador retriver |